# Flabellinopsis iodinea
Flabellinopsis iodinea – gatunek morskiego ślimaka nagoskrzelnego z rodziny Flabellinopsidae.
Gatunek ten występuje u zachodnich wybrzeży Ameryki Północnej – był notowany od Kalifornii Dolnej Południowej (północno-zachodni Meksyk) po kanadyjską wyspę Vancouver, jednak na północ od San Francisco jest rzadki. Ponadto występuje w Zatoce Kalifornijskiej i w okolicach wysp Galapagos.
Flabellinopsis iodinea są obojnakami.